# فورستنبوند

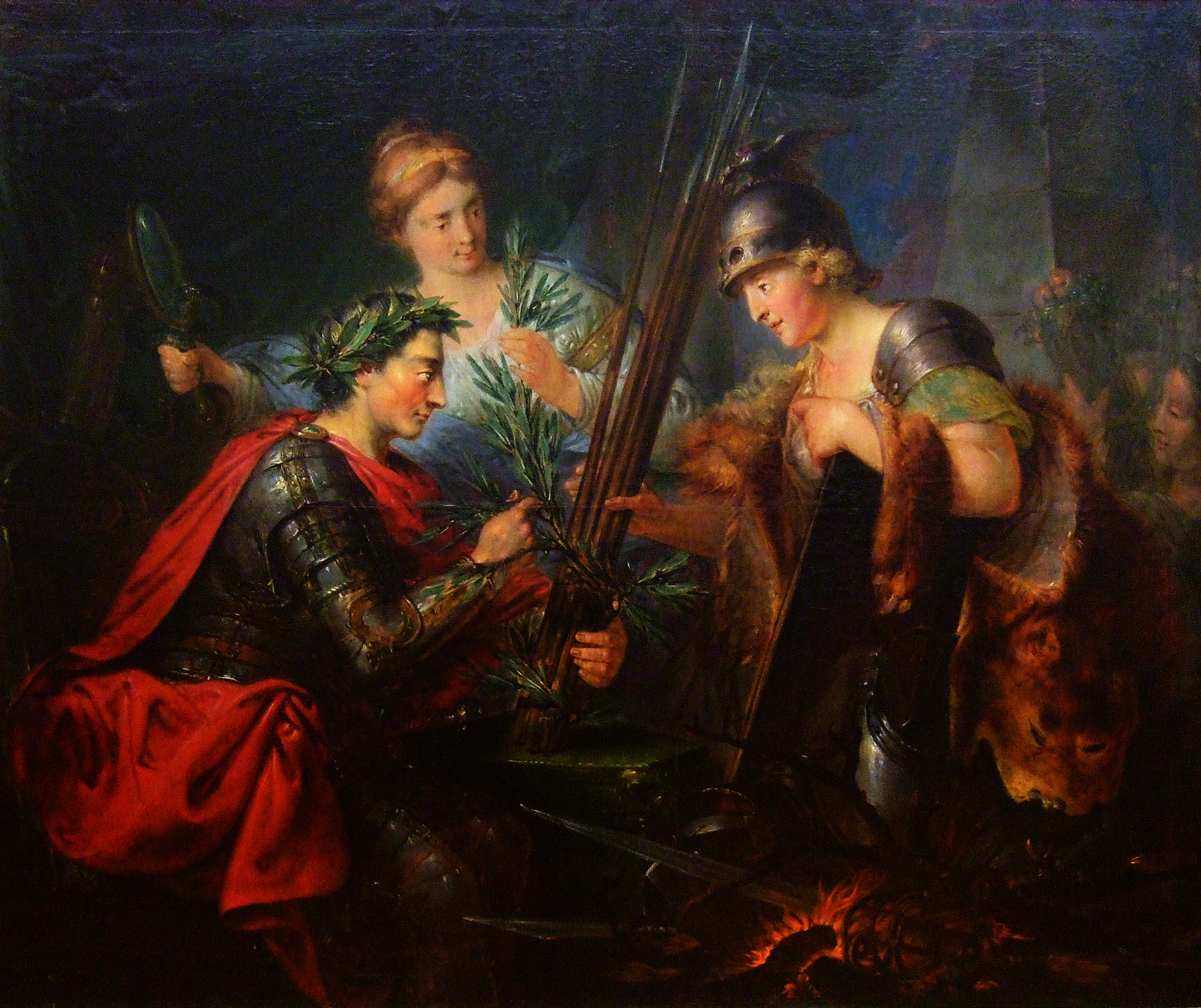
تمثيل مجازي لفريدريك الثاني ملك بروسيا وهو يربط اتحاد الأمراء عام 1786.

الفورستنبوند ( تُلفظ بالألمانية: [(ˈdɔʏtʃə) ˈfʏʁstn̩bʊnt] ، "[الألمانية] رابطة الأمراء") كان تحالفًا تشكل معظمه من الأمراء البروتستانت في الإمبراطورية الرومانية المقدسة تشكل عام 1785 تحت قيادة فريدريش الثاني ملك بروسيا . تم إنشاء التحالف، الذي كان يتألف في البداية من ثلاث دول شمالية رئيسية هي بروسيا وهانوفر وساكسونيا، رسميًا لحماية السلامة الدستورية والوضع الإقليمي الراهن للإمبراطورية، ولكن بشكل أكثر فورًا لمعارضة طموح جوزيف الثاني الذي طال انتظاره لإضافة بافاريا إلى أملاك هابسبورغ.
أحيا جوزيف الثاني الذي أصبح بعد فترة وجيزة الحاكم الوحيد لأراضي هابسبورغ بعد وفاة والدته ماريا تيريزا في عام 1780 طموحًا قديمًا ودخل في مفاوضات مع الناخب كارل ثيودور من بالاتينات وبافاريا بهدف مبادلة بافاريا مقابل هولندا النمساوية . لو تم تنفيذ الخطة، لكان آل هابسبورغ قد عززوا أملاكهم الأساسية من خلال منطقة كبيرة متجاورة ناطقة بالألمانية مع التخلص في نفس الوقت من المقاطعات البعيدة التي ثبت أنها صعبة ومكلفة للدفاع كلما كانت النمسا في حالة حرب مع فرنسا. بالنسبة لكارل ثيودور، كان اهتمامه بالصفقة المتوقعة في الغالب مسألة هيبة لأنه تصور نفسه كحاكم، ربما بلقب ملك، لدوقية بورغوندي المعاد بناؤها المكونة من جنوب هولندا بالإضافة إلى ممتلكاته الحالية منطقتي الراين العليى ا والسفلى، مثل بالاتينات الراين ودوقية يوليش برغ.
أثبتت الشائعات أن الصفقة غير مستساغة لكل من فريدريك الثاني الطموح، الذي رأى في نفسه العاهل الألماني الأول، وكذلك لناخبي هانوفر وساكسونيا الذين انزعجوا من الآثار السياسية والاستراتيجية بعيدة المدى للتبادل الإقليمي المتوقع. بمجرد أن أعلنوا معارضتهم علنًا من خلال إنشاء رابطة الأمراء الألمانية (دويتشه فورستنبوند)، انضم إليهم سريعًا حكام الدول البروتستانتية الأدنى، بما في ذلك براونشفايغ-فولفنبوتل وساكس جوتا وساكس فايمار ومكلنبورغ وبادن وبراندنبورغ-أنسباخ. في النهاية، قدم رئيس أساقفة ماينز ومستشار الإمبراطورية الرئيسي دعمه، لأسباب ليس أقلها أنه كان معروفًا أن كارل ثيودور وجوزيف الثاني يفكران أيضًا في إمكانية علمنة إمارة سالزبورغ الأسقفية، المحاصرة بشكل غير ملائم بين بافارياوالنمسا.
تفاجأ جوزيف الثاني بقوة معارضة خطته وبعد بعض من ضجيج السيوف علق مشروعه . بعد تحقيق هدفها الحقيقي، تفككت فورستنبوند واختفت تمامًا بعد اندلاع الثورة الفرنسية عام 1789 ووفاة جوزيف الثاني في العام التالي.